# Aïn Arnat
Aïn Arnat (arabiska: عين أرنات) är en ort i Algeriet. Den ligger i provinsen Sétif, i den norra delen av landet, 210 km öster om huvudstaden Alger. Aïn Arnat ligger 1 022 meter över havet och antalet invånare är 35 088.
Terrängen runt Aïn Arnat är huvudsakligen platt, men norrut är den kuperad.  Runt Aïn Arnat är det ganska tätbefolkat, med 230 invånare per kvadratkilometer. Närmaste större samhälle är Sétif, 9,0 km öster om Aïn Arnat. Trakten runt Aïn Arnat består till största delen av jordbruksmark.